# Socrate Cherni
Pour les articles homonymes, voir Cherni.
Socrate Cherni, né le 15 octobre 1985 et mort le 23 octobre 2013, est un premier lieutenant de la garde nationale tunisienne tué pendant le combat de Sidi Ali Ben Aoun.
Il est le frère de Majdouline Cherni, femme politique et ministre sous la présidence de Béji Caïd Essebsi.

## Biographie

### Combat de Sidi Ali Ben Aoun
Socrate Cherni est assassiné par balles le 23 octobre 2013 pendant le combat de Sidi Ali Ben Aoun, dans le gouvernorat de Sidi Bouzid, à l'âge de 28 ans.
La justice condamne 36 personnes impliquées pour des peines allant de deux à vingt ans d'emprisonnement,.

### Hommages
Il est considéré comme un martyr de la nation pour avoir perdu la vie face à des terroristes. Il est à noter qu'aucun terroriste n'a été enterré aux côtés du corps de Cherni.
En octobre 2016, une place à son nom est inaugurée dans la ville de Sfax.
Mouldi Kefi, ancien ministre des Affaires étrangères, lui rend hommage à travers une nouvelle. En 2014, Béji Caïd Essebsi, à l'époque candidat à la présidentielle, rend visite à sa famille.